# Marie Arena
Marie Arena (ur. 17 grudnia 1966 w Mons) – belgijska i walońska polityk, w latach 2004–2008 minister-prezydent wspólnoty francuskiej, od 2008 do 2009 minister na szczeblu krajowym, posłanka do Parlamentu Europejskiego poseł do Parlamentu Europejskiego IX kadencji.

## Życiorys
Jej ojciec pochodził z Sycylii, osiedlił się w Belgii, gdzie pracował jako górnik.
Marie Arena ukończyła licencjackie studia ekonomiczne na prywatnym uniwersytecie Facultés Universitaires Catholiques w Mons (FUCaM). Pracowała następnie w służbie cywilnej w urzędzie pracy. W 1998 wstąpiła do walońskiej Partii Socjalistycznej. Rok później powołano ją w skład gabinetu politycznego regionalnego ministra Michela Daerdena. W 2000 uzyskała mandat radnej Binche, wykonywała go przez osiem lat. Również w 2000 weszła w skład rządu Regionu Walońskiego jako minister ds. zatrudnienia i szkoleń zawodowych.
W 2003 i 2007 uzyskiwała mandat deputowanej do Izby Reprezentantów. W 2003 zrezygnowała z zasiadania w parlamencie w związku z nominacją na urząd ministra ds. służby cywilnej, integracji społecznej i mieszkalnictwa w drugim rządzie Guya Verhofstadta. Od 2004 do 2008 była ministrem-prezydentem wspólnoty francuskiej Belgii (odpowiadając nadto za edukację i szkolenia zawodowe), w tym samym okresie w rządzie Regionu Walońskiego pełniła funkcję ministra ds. szkoleń zawodowych.
W marcu 2008 Yves Leterme powierzył jej urząd ministra integracji społecznej, emerytur i aglomeracji w rządzie federalnym. W grudniu tego samego roku na to samo stanowisko powołał ją nowy premier Herman Van Rompuy. Ustąpiła po wyborach regionalnych w lipcu 2009 (zastąpił ją Michel Daerden), powracając do sprawowania mandatu poselskiego w Izbie Reprezentantów, który utrzymała także po wyborach w 2010. W 2014 i 2019 z listy swojego ugrupowania była wybierana na eurodeputowaną VIII i IX kadencji.